# Brando Eaton
Brando Matthew Eaton (17 de julio de 1986), más conocido como Brando Eaton, es un actor y productor estadounidense. Eaton también es famoso por su papel como Vince Blake en Zoey 101.
También ha aparecido en televisión, en programas como Bionic Woman, CSI: Crime Scene Investigation,Journeyman,The Unit y Zoey 101.

## Carrera
Habiendo establecido un currículum sólido, Eaton ha logrado su primer gran objetivo de ganarse la vida haciendo lo que más ama. Apareció en películas como Balls Out: Gary the Tennis Coach; Alvin and the Chipmunks: The Squeakquel y The Powder Puff Principle. Posteriormente interpretó a Vince Blake en Zoey 101 y apareció en The Secret Life of the American Teenager como Griffin. Ha realizado numerosas apariciones en televisión.
También dirigió el documental I Am Gary Johnson.

## Filmografía
- Monster Hunter: Legends of the Guild (2021) como Julius
- Bennett's War (2019) como Kurt Walker
- American Sniper (2014) como Dapper Navy Man
- Awkward (2014-2016) como Adam
- Melissa & Joey (2014) como Emerson Pritchard
- NCIS: Los Ángeles (2013) como Mitchell
- Anexo:Cuarta temporada de Hawaii Five-0 (2013) como Jacobson
- Talhotblond (2012) como Brian
- Burn Notice (2012) como Evan
- Made in Jersey (2012) como Doug Hartsock

- Born to Race (2011) como Jake Kendall
- SalvaVidas de Tu Corazón (2012) como Ale Nikki "El Salvavidas"
- American Horror Story: Murder House (2011) Estrella Invitada
- Alvin and the Chipmunks: The Squeakquel (2009) como Jeremy Smith
- NCIS (2009) como Patrick Ellis (1 episodio, 2009)
- Dexter (2009) como Jonah Mitchell
- The Secret Life of the American Teenager como Griffin
- Mental compGabe (4 episodios)
- Bad Mother´s Handbook (2009) (TV) (completo) como Steve
- Bones como Rory Davis (1 episodio, 2009)
- Nip/Tuck comp Ricky Wells (1 episodio, 2009)
- Queerentine! (2009) comp TJ
- Balls Out: Gary the Tennis Coach (2009) (V) como Mike Jesen .... aka Balls Out: The Gary Houseman Story (International: English title)
- The Bill Envgvall Show comp Scoot Simmons (2 episodios, 2008)
- The Mentalist como Danny Kurtik (1 episodio, 2008)
- The Unit comm Josh (1 episodio, 2008)
- Do Not Disturb como Jason (1 episodio, 2008)
- Zoey 101 como Vince Blake (5 episodios 2006-2008)
- Bionic Woman como Ethan (2 episodios, 2007)... aka "The Bionic Woman" (USA: complete title)
- Journeyman como Young Dan Vasser (1 episodio, 2007)
- CSI: Crime Scene Investigation como Rodney' Hot Rod' Banks (1 episodio, 2007)
- The Closer como Justin Darcy (1 episodio, 2007)
- Notes from the Underbelly como Graham (1 episodio, 2007)
- The Powder Puff Principle (2006) como Young Andy